# Euagathis ophippium
Euagathis ophippium är en stekelart som först beskrevs av Cameron 1900.  Euagathis ophippium ingår i släktet Euagathis och familjen bracksteklar. Inga underarter finns listade i Catalogue of Life.